# Dmitrow
Dmitrow (russisch Дми́тров) ist eine Stadt in der Oblast Moskau in Russland mit 61.305 Einwohnern (Stand 14. Oktober 2010). Die Stadt liegt am Fluss Jachroma und am Moskaukanal, der den Fluss mit der Wolga verbindet.

## Geschichte

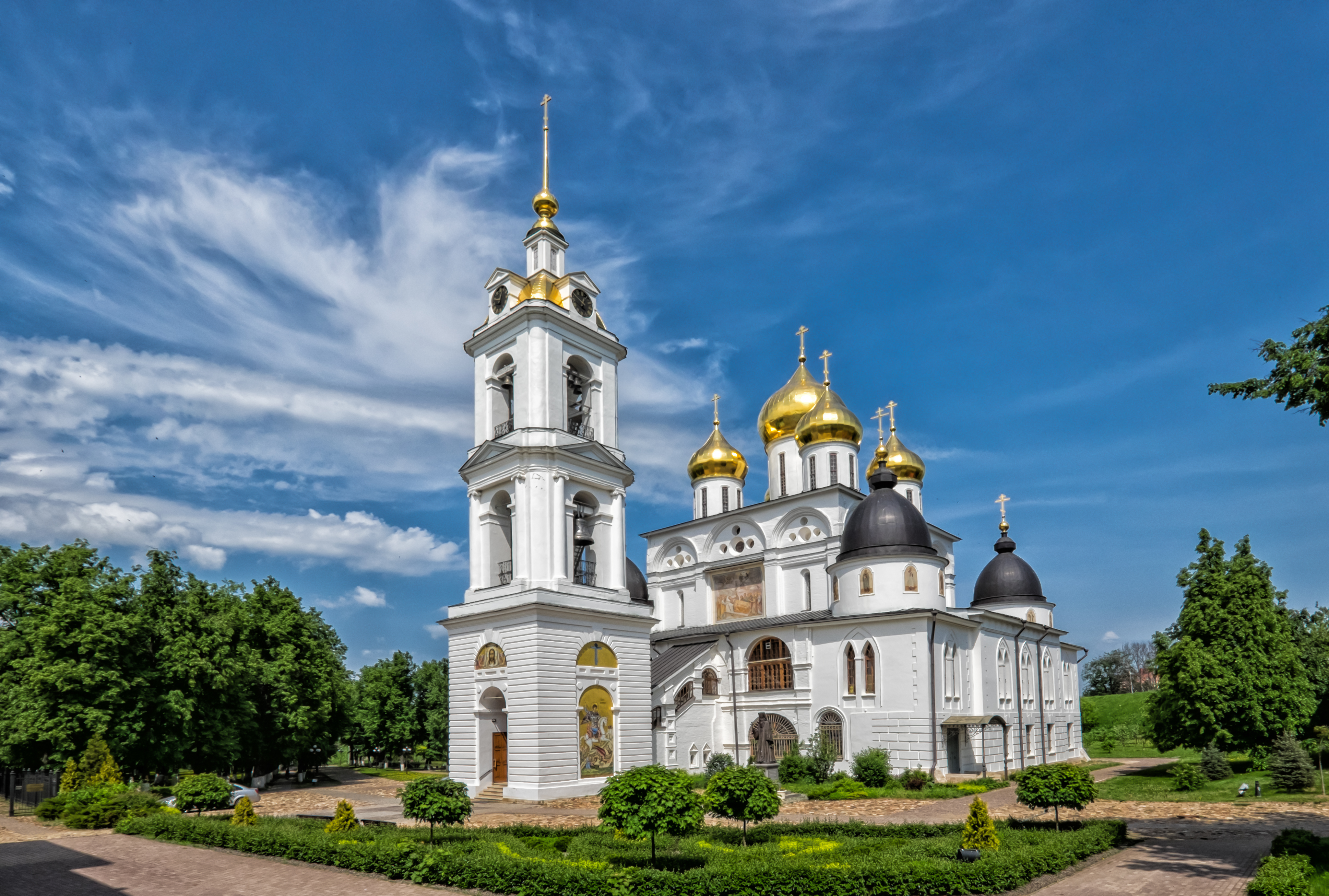
Uspenski-Kathedrale im Kreml von Dmitrow

Dmitrow wurde 1154 von Fürst Juri Dolgoruki in den Wäldern, in denen sein Sohn Wsewolod geboren wurde,  als Festung am wichtigen Handelsweg an der oberen Wolga gegründet. Der Name leitet sich vom heiligen Demetrios, dem Schutzpatron von Wsewolod, ab. Seit seiner Gründung befand sich Dmitrow an der Kreuzung wichtiger Verkehrswege, die es mit Moskau, Sergiew Posad, Klin, Uglitsch, Pereslawl-Salesski und Rostow Weliki verbanden. Im 13. Jahrhundert wurde der Ort zur Hauptstadt eines Herzogtums. Das kleine Fürstentum Dmitrow stand fortan im Mittelpunkt des Machtkampfes zwischen den mächtigen Fürstentümern Moskau und Twer. Während der Zusammenkunft der Fürsten von Dmitrow, Moskau und Twer 1301 konnten die Streitigkeiten nicht beigelegt werden. Zur Mitte des 14. Jahrhunderts erkaufte sich Iwan Danilowitsch von den Mongolen das Herrschaftsrecht auf Dmitrow und gliederte die Stadt ins Moskauer Fürstentum ein. Eine eigene Fürstenlinie gab es jedoch noch bis 1569. In den Jahren 1238, 1253, 1293, 1317, 1382 und 1408 wurde Dmitrow von der Goldenen Horde und 1372 von litauischen Truppen unter Fürst Algirdas verwüstet.
Wirtschaftliche Bedeutung erlangte die Stadt besonders ab der zweiten Hälfte des 15. bis Ende des 16. Jahrhunderts. Dmitrow entwickelte sich dank seiner günstigen Lage im Flusssystem um Moskau zum wichtigen Handelszentrum und zu einer der größten Städte der Moskauer Reiches, hatte jedoch während der Zeit der Wirren zu leiden. Nach der Gründung von St. Petersburg 1703 erlebte Dmitrow einen weiteren Aufschwung, denn die Stadt war Knotenpunkt am Wasserweg zwischen Moskau und St. Petersburg. Auf Anweisung Katharinas II. wurde Dmitrow 1788 zum Bistum ernannt. Während des Russlandfeldzugs 1812 wurde Dmitrow von französischen Truppen belagert.
Seit Ende des 18. Jahrhunderts gilt Dmitrow als Industrieort, insbesondere der Maschinenbau und die Textilindustrie prägten die Stadt. Mit der Verlegung der Eisenbahn von Moskau nach Kimry Anfang des 20. Jahrhunderts stieg die Bedeutung Dmitrows zusätzlich. Im Zweiten Weltkrieg wurden von der deutschen Wehrmacht Bombenangriffe auf die Eisenbahnlinien um Dmitrow geflogen.

### Bevölkerungsentwicklung
| Jahr | Einwohner |
| ---- | --------- |
| 1897 | 4.480     |
| 1926 | 6.400     |
| 1939 | 25.029    |
| 1959 | 34.518    |
| 1970 | 44.489    |
| 1979 | 57.418    |
| 1989 | 65.237    |
| 2002 | 62.219    |
| 2010 | 61.305    |

Anmerkung: Volkszählungsdaten (1926 gerundet)

## Sehenswürdigkeiten
- Kathedrale des Boris-und-Gleb-Klosters aus dem 16. Jahrhundert
- Uspenski-Kathedrale (Mariä-Entschlafens-Kathedrale) aus dem 16. Jahrhundert

## Weiterführende Bildungseinrichtungen
- Maschinenbau-Fakultät MAMI der Staatliche Technische Universität Moskau (МГТУ)
- Filiale Dmitrow der Staatlichen Technischen Universität Astrachan

## Sport
Der Eishockeyverein HK Dmitrow spielt in der zweithöchsten russischen Spielklasse.

## Städtepartnerschaften
- Berkeley, Vereinigte Staaten
- Marjina Horka, Belarus
- Rîbnița, Transnistrien
- Almere, Niederlande
- Pizunda, Abchasien
- Rēzekne, Lettland

## Persönlichkeiten
- Wladimir Besobrasow (1828–1889), Nationalökonom, starb in Dmitrow
- Pjotr Kropotkin (1842–1921), Anarchist, starb in Dmitrow
- Sergei Warenzow (1901–1971), Marschall der Artillerie
- Olena Teliha (1906–1942), Dichterin und Aktivistin
- Natalia Hesse (1914–1998), Verlagslektorin, Journalistin, Literaturredakteurin und Übersetzerin
- Wladimir Beljakow (1918–1996), Turner
- Oleg Nefedow (1931–2023), Chemiker (Organische Chemie)
- Walentin Pschenizyn (1936–2007), Biathlet
- Andrei Nepein (* 1962), Biathlet
- Margarita Fomina (* 1988), Curlerin
- Boris Kuryschkin (* 1989), Rennrodler
- Anton Worobjow (* 1990), Radrennfahrer
- Andrei Bogdanow (* 1992), Rennrodler[2]
- Michail Waskow (* 1994), Curler[3]
- Roman Repilow (* 1996), Rennrodler
- Pawel Repilow (* 2002), Rennrodler